# Mikel Azpiroz
Mikel Azpiroz Garmendia, (n. San Sebastián, País Vasco, 21 de septiembre de 1971) músico y creador español. Ha destacado como pianista y teclista, habiendo desarrollado su carrera musical dentro del  jazz y el  blues. Sus trabajos más personales, los que ha desarrollado de manera individual, tienen un marcado sentido intimista.

## Biografía
Músico y viajero, se inició en la música clásica, si bien muy pronto sintió la llamada de la música africana. En 1995 entró a formar parte del grupo vasco Lau Behi (Cuatro vacas). Paralelamente, en 1996 inició sus colaboraciones con el grupo Parafunk. En 2006 crea el proyecto Elkano Browning Cream, constituido en la actualidad por él mismo en el órgano Hammond, el batería francés Franck Mantegari y a la guitarra y las voces el británico Dave Wilkinson. Una característica del citado grupo es la búsqueda en las raíces africanas si bien no descartan ningún tipo de influencia musical.  Al margen de este proyecto ha colaborado y colabora con diferentes músicos del País Vasco: Gari, Jabier Muguruza, Triz3ps, The Waifs. Casado, tiene dos hijos.

## Discografía

### Solista
- Gaua (Noche), 2013.[2]  Sin duda su trabajo más íntimo. Grabado en el auditorio Pau Casals de El Vendrell (Tarragona), la portada es obra del dibujante Iker Spozio.[3]
- Zuri (título ambiguo que puede querer decir "a ti" como "blanco"), 2016. Es otro disco intimista basado en la mezcla y el mestizaje desde el blues a la música tradicional vasca o los ritmos vanguardistas.[4]
- Islak, 2020. De alduna manera sigue la línea intimista del anterior. En esta ocasión colaboró con el batería Karlos Aranzegi.[5]
- Pakea pieza, 2023.

### Discos en grupo

#### Lau Behi
- Lau Behi, 1995.
- Lau Behi 2, 1996.
- Emakume interesgarriak (Mujeres interesantes), 2000.

#### Elkano Browning Cream
- Elkano Browning Cream, 2006.
- Elkano Browning Cream 2, 2010.
- Elkano Browning Cream Bohemia, 2012.
- Elkano Browning Cream UH EH, 2014.
- Elkano Browning Cream Bor Bor, 2018.

### Colaboraciones

#### ConJabier Muguruza
1. Beste hogei (Otros veinte), 2013.[6]
2. Bikote bat (Una pareja) (Resistencia, 2011).